# رولز-رویس آربی۴۰۱
رولز-رویس آربی۴۰۱ (به انگلیسی: Rolls-Royce RB401) یک موتور هواگرد ساختِ کارخانهٔ رولز-رویس لیمیتد در کشور بریتانیا است.